# Кірхрот
Кірхрот (нім. Kirchroth) — громада в Німеччині, розташована в землі Баварія. Підпорядковується адміністративному округу Нижня Баварія. Входить до складу району Штраубінг-Боген.
Площа — 43,05 км2. Населення становить 3845 ос. (станом на 31 грудня 2020).